# Discografia de We Are the Ocean
A discografia de We Are the Ocean, uma banda britânica de pós-hardcore, noise rock, indie rock e pós-punk, compreende dois álbuns de estúdio, dois extended plays, nove singles e oito videoclipess lançados desde sua formação. Em 2007, após tentarem formar outra banda anteriormente sem sucesso, o We Are the Ocean nasce composto por Dan Brown nos vocais, Liam Cromby nos vocais suaves e guitarra rítmica, Alfie Scully na principal guitarra, Jack Spence no baixo e Tom Whittaker na bateria. Com ajuda do site Myspace, onde passaram a colocar vídeos e canções para divulgar seu trabalho, a banda ganhou notoriedade e, em 4 de agosto de 2008, lançaram seu primeiro EP, o homônio We Are the Ocean, vendendo 1.000 cópias da edição limitada no primeiro dia.
Em 16 de novembro de 2009, após assinarem com a gravadora Hassle Records, lançaram seu segundo EP intitulado Look Alive. Em 26 de janeiro de 2010 é lançado o álbum de estreia da banda, intitulado Cutting Our Teeth, que vinha sido composto desde 2008 e adiado seu lançamento por duas vezes em 2009. O álbum alcançou apenas a posição de número centro e quarenta e três no UK Albums Chart e, em 1 de outubro do mesmo ano, foi relançado trazendo como bonus treze novas canções.
Em 22 de abril de 2011 é lançado o segundo álbum da banda, intitulado Go Now and Live, alcançando a posição quarenta e cinco no UK Albums Chart, cinco no UK Indie Chart, três no UK Rock Chart e quarenta no Official Download Chart. O primeiro single retirado do álbum foi "What It Feels Like", lançada em 4 de janeiro de 2011, alcançando a posição setenta na Eslováquia, sendo que o videoclipe foi liberado em 8 de fevereiro e teve grande rotação no programa Rock Music Station, programa do canal Scuzz que apresenta videos musicais de bandas de rock, no Reino Unido. Em 18 de abril é lançada a canção "The Waiting Room" como segundo single oficial, alcançando a posição vinte e dois novamente na Eslováquia, sendo ainda que o terceiro lançamento do álbum, a faixa "Run Away" atingiu a colocação quarenta e cinco no país.

## Álbuns

### Álbuns de estúdio
| Ano  | Álbum | Posições | Posições | Posições | Posições   | Vendas |
| Ano  | Álbum | UK       | UK Indie | UK Rock  | UK Digital | Vendas |
| ---- | --- | -------- | -------- | -------- | ---------- | ------ |
| 2010 | Cutting Our Teeth - Lançamento: 26 de janeiro de 2010 - Formatos: CD, download digital - Gravadora: Hassle Records | 143      | —        | —        | —          |        |
| 2011 | Go Now and Live - Lançamento: 22 de abril de 2011 - Formatos: CD, download digital - Gravadora: Hassle Records     | 45       | 5        | 3        | 40         |        |

### EPs
| Ano  | EP / Detalhes                                                                                                 |
| ---- | --- |
| 2008 | We Are the Ocean - Lançamento: 4 de agosto de 2008 - Gravadora: Independente - Formatos: EP, download digital |
| 2009 | Look Alive - Lançamento: 16 de novembro de 2009 - Gravadora: Hassle Records - Formatos: EP, download digital  |

## Singles
| Ano  | Single                          | Posições | Posições | Álbum             |
| Ano  | Single                          | UK       | ESL      | Álbum             |
| ---- | ------------------------------- | -------- | -------- | ----------------- |
| 2007 | "Nothing Good Has Happened Yet" | —        | —        | We Are the Ocean  |
| 2009 | "God Damn Good"                 | —        | —        | We Are the Ocean  |
| 2010 | "Look Alive"                    | —        | —        | Cutting Our Teeth |
| 2010 | "These Days, I Have Nothing"    | —        | —        | Cutting Our Teeth |
| 2010 | "All Of This Has To End"        | —        | —        | Cutting Our Teeth |
| 2010 | "Lucky Ones"                    | —        | —        | Cutting Our Teeth |
| 2011 | "What It Feels Like"            | —        | 70       | Go Now and Live   |
| 2011 | "The Waiting Room"              | —        | 22       | Go Now and Live   |
| 2011 | "Run Away"                      | —        | 45       | Go Now and Live   |

## Videoclipes
| Ano  | Título                          | Diretor |
| ---- | ------------------------------- | ------- |
| 2007 | "Nothing Good Has Happened Yet" |         |
| 2009 | "God Damn Good"                 |         |
| 2010 | "Look Alive"                    |         |
| 2010 | "These Days, I Have Nothing"    |         |
| 2010 | "All Of This Has To End"        |         |
| 2011 | "What It Feels Like"            |         |
| 2011 | "The Waiting Room"              |         |
| 2011 | "Run Away"                      |         |